# Cantó de La Capelle

Municipis del cantó de La Capelle

El cantó de La Capelle és un cantó francès del departament de l'Aisne, situat al districte de Vervins. Té 18 municipis i el cap és La Capelle.

## Municipis
- Buironfosse
- La Capelle
- Chigny
- Clairfontaine
- Crupilly
- Englancourt
- Erloy
- Étréaupont
- La Flamengrie
- Fontenelle
- Froidestrées
- Gergny
- Lerzy
- Luzoir
- Papleux
- Rocquigny
- Sommeron
- Sorbais

## Història
| Data d'elecció                           | Identitat        | Partit                                  | Qualitat |
| ---------------------------------------- | ---------------- | --------------------------------------- | -------- |
| 1945-1949                                | M. Fresnel       | UDSR                                    |          |
| 1949-19..                                | M. Hestres       | Divers droite, després UNR, després UDR |          |
| 19..-1998                                | Louis Hennebelle | UDR, després RPR                        |          |
| 1998-2004                                | Jean Fossier     | Divers droite                           |          |
| 2004-                                    | Frédéric Meura   | UMP                                     |          |
| les dades anteriors no són pas conegudes |                  |                                         |          |
|                                          |                  |                                         |          |

## Demografia
| A partir de 1990: Població sense dobles comptes |